# Martha Thorne
Pour les articles homonymes, voir Thorne.
Martha Thorne (née le 6 mars 1953) est une universitaire américaine en architecture, conservatrice, éditrice et auteure. Elle est directrice exécutive du Prix Pritzker et doyenne de l'école d'architecture de l'Université IE de Madrid. Auparavant, elle a été conservatrice pour la section architecture à l'Art Institute of Chicago.

## Biographie
Martha Thorne est diplômée de l'université d'État de New York à Buffalo (maîtrise ès arts, urbanisme) et de l'université de Pennsylvanie. Elle poursuit ensuite ses études à la London School of Economics.
Depuis 2005, elle est directrice exécutive du Prix Pritzker. De 1996 à 2005, elle est conservatrice adjointe au département d'architecture de l'Art Institute of Chicago. Elle est également membre du conseil d'administration de la Graham Foundation for Advanced Studies in the Fine Arts et siège au conseil consultatif des Archives internationales des femmes en architecture. Avant sa nomination en tant que doyenne de l'école d'architecture et de design de l'Université IE (Instituto de Empresa) de Madrid et Ségovie en 2015, Thorne est doyenne associée pour les relations extérieures à l'IE School of Architecture,.
Martha Thorne fait partie du jury international pour le prix ArcVision: Women and Architecture, un prix récompensant des femmes architectes. Elle donne des conférences et participe à différents prix d'architecture internationaux.
« Quand il y a de la mondialisation dans n'importe quel domaine, le danger est que chaque endroit devienne semblable, ou dans ce cas, le danger que les écoles d’architecture deviennent similaires ou standardisées, essayant toutes d'approcher l'architecture et les universitaires en architecture de la même manière... Je pense que ce qui est vraiment intéressant est d'essayer de regarder les écoles et de voir comment elles essaient de se différencier. »

## Œuvres choisies
- (es)Visiones para Madrid : cinco ideas arquitectónicas, Zaha Hadid, Mikko Heikkinen & Markku Komonen, Hans Hollein, Alvaro Siza, Stanley Tigerman [exposition], Centro Cultural Conde Duque, 16 novembre-10 janvier 1993, Madrid, Consorcio para la Organizacion de Madrid, Capital Europea de la Cultura (1992)
- (es)Museos y arquitectura : nuevas perspectivas [exposition du 10.05 au 12.06.1994 dans la salle des expositions del Círculo de Bellas Artes, Madrid, [commissaire Martha Thorne], [Madrid] Centro de Publicaciones, Ministerio de Obras Públicas, Transoportes y Medio Ambiente (1994)
- (en)(avec Colin Amery et al.), The Pritzker architecture prize : the first twenty years, New York, H.N. Abrams, Chicago, Art Institute of Chicago (1999)
- (en)(avec Joe C Aker, Gary Zvonkovic, José Rafael Moneo), Rafael Moneo, Audrey Jones Beck Building, Museum of Fine Arts, Houston, Opus 36, Stuttgart, Menges (2000)
- (en)Modern trains and splendid stations: Architecture, design and rail travel for the twenty-first century, London, Merrell, Chicago, The Art Institute of Chicago (2002)
- (en)(avec Richard Guy Wilson, Pauline C. Metcalf et al.), David Adler, architect : the elements of style, Chicago, Art Institute of Chicago, cop. (2002)
- (en)(avec Art Institute of Chicago, III), Unbuilt Chicago, Chicago, The Art Institute of Chicago (2004)
- (es)(avec Fundación Arquitectura Contemporánea), Informe sobre el fomento de la arquitectura. Anexo, Córdoba Fundación Arquitectura Contemporánea, (2006)